# Guardia Real de Marruecos

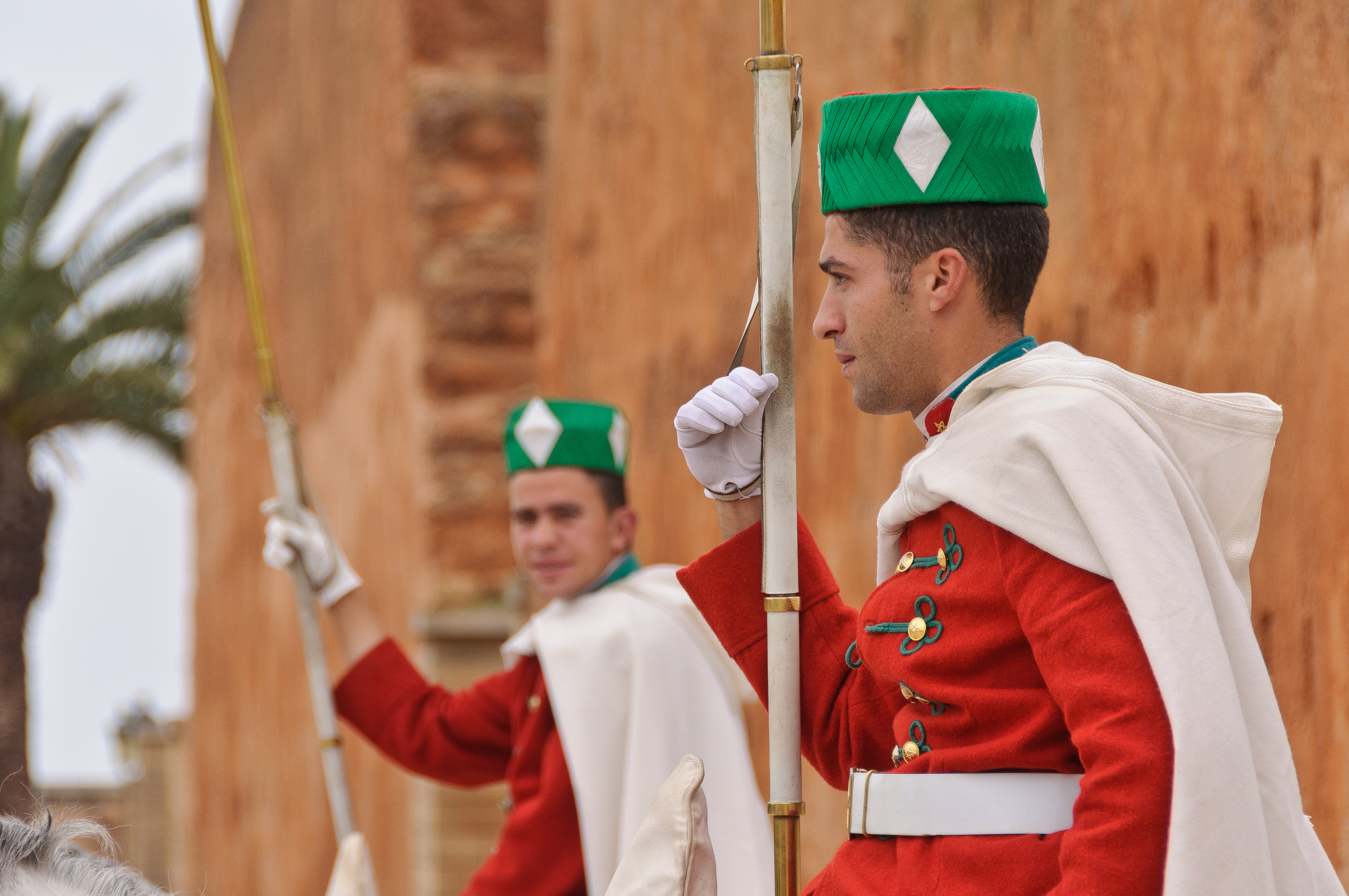
Dos Guardias Reales marroquíes

La Guardia Real de Marruecos (en árabe: الحرس الملكي المغربي‎: , en francés: Garde royale marocaine) es oficialmente parte del Ejército Real de Marruecos. Aun así  esta bajo el control operacional directo de la Casa Militar Real de Su Majestad el Rey. El único deber del guardia es el de velar por la seguridad del Rey y de la familia real de Marruecos.

## Historia
La Guardia Real remonta sus orígenes a la prestigiosa Guardia Negra la cual fue fundada en 1088 por el gobernante almorávide Yusuf ibn Tashfin como su guardia personal. Esta tradición de reclutamiento estuvo continuada por los Almohades a través del siglo XV. El Sultán alauita Moulay Ismaíl reorganizó la Guardia Negra a permanentes unidades de caballería e infantería  a principios del siglo XVIII.   

## Organización
La Guardia es actualmente organizada como Brigada de 6,000 tropas entre las cuales están;

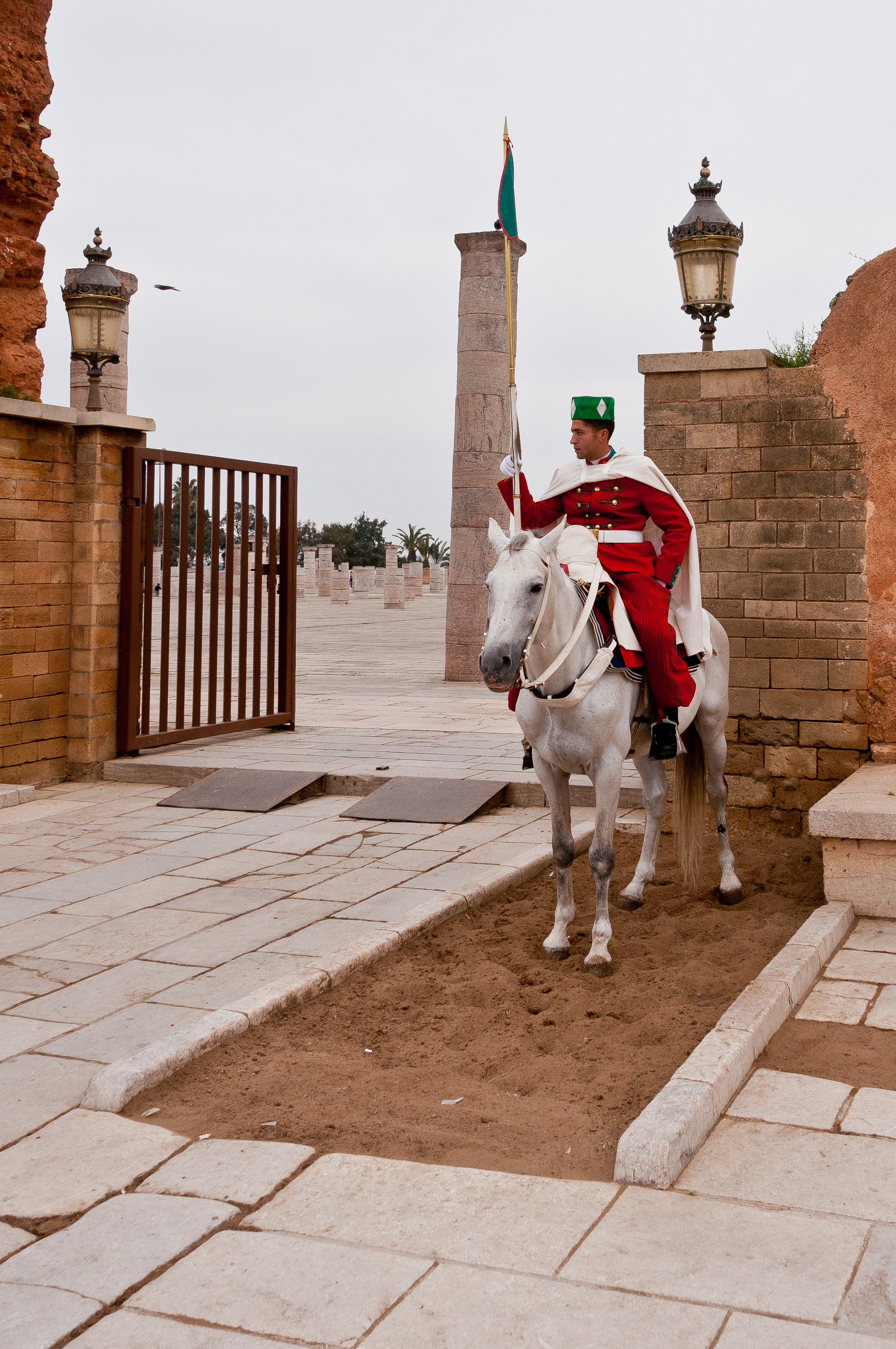
Guardia Real a caballo

- 4 Batallones de Infantería, cada cual de 25 agentes y 1,000 tropas.
- 2 Escuadrones de Caballería.

## Armas

### Rifles
- SAR-21
- M16Un2
- FN FAL
- AK-47
- M4Un1

### Pistolas ametralladoras
- Heckler & Koch MP5

### Pistolas
- Beretta 92FS

### Ametralladoras
- FN MAG
- AA-52

#### Ametralladoras pesadas
- M2 Browning
- ZPU-2

### Lanzacohetes
- RPG-7
- RPG-9

### Misiles antitanque
- BGM-71 ESTOPA

### Morteros
- L16 81mm Mortero
- M120 120 mm mortero

### Artillería autopropulsada
- M40 GMC

### Vehículos de combate
- Humvee

## Comandantes anteriores
- General Mohamed Medbouh.[1]
- General Abdesalam Sefrioui.[2]

## Pandemia de COVID-19
Al menos 128 soldados de la Guardia Real marroquí dieron positivo por coronavirus en la región de Rabat durante los días 4 y 5 de mayo de 2020.